# العيون الأكثر زرقة
العيون الأكثر زرقةً، نُشرت في عام 1970، كانت أول رواية للكاتبة توني موريسون. موريسون روائية أميركية من أصل أفريقي، حائزة على جائزة بوليتزر ونوبل ومُدحت أعمالها لتسليطها الضوء على العواقب الوخيمة للعنصرية في الولايات المتحدة.
تدور أحداث الرواية في لورين بولاية أوهايو (مسقط رأس موريسون)، وتروي قصة سيدة أمريكية من أصول إفريقية تدعى بيكولا التي نشأت خلال السنوات التي تلت الكساد الكبير. تدور أحداث القصة في عام 1941، تروي القصة أن بيكولا نُظر لها باستمرار على أنها «بشعة»، بسبب سلوكياتها وبشرتها الداكنة. نتيجةً لذلك، يتشكل لديها عقدة دونية، ما غذى رغبتها في الحصول على عيون زرقاء التي تساوي بالنسبة لها كون الشخص «أبيض البشرة».
تتبدل وجهة نظر الرواية بين وجهات النظر المختلفة لكلوديا ماكتيير، ابنة الآباء الحاضنين لبيكولا، وذلك في مراحل مختلفة من حياتها. بالإضافة إلى ذلك، يوجد في الراوية سرد بصيغة الغائب الموضح بما يدور بعقل الشخصيات والذي يتضمن سردًا مدرجًا في صيغة المتكلم.
أدت موضوعات الرواية المثيرة للجدل كالعنصرية وسفاح القربى والتحرش الجنسي بالأطفال، إلى محاولات عديدة لحظر الرواية من المدارس والمكتبات.

## ملخص سير الأحداث
في لورين، أوهايو، تعيش كلوديا ماكتيير البالغة من العمر تسع سنوات مع شقيقتها فريدا البالغة من العمر عشرة أعوام مع والديهما، ومستأجر يدعى السيد هنري، وبيكولا برايدلوف، طفلة رعاية مؤقتة أحرق منزلها من قبل والدها المضطرب والسكير والمتحرش جنسيًا. بيكولا هي فتاة شابة هادئة وخاضعة، كبرت في ظل وضع مالي فقير، وكان والديها يتشاجران باستمرار لفظيًا وجسديًا. تُذكر بيكولا باستمرار بأنها فتاة «قبيحة» من قبل أفراد من حيها ومجتمعها المدرسي. في محاولة لتجميل نفسها، تتمنى بيكولا أن تصبح بعيون زرقاء، وهو معيار جمال ترسخ في ذاكرتها بسبب إهدائها دمى بيضاء ذات عيون زرقاء طوال طفولتها. بالإضافة إلى ذلك، فإن معظم عناوين الفصول مستمدة من الفقرة التي تتحدث عن ديك وجين في مقدمة الرواية، التي تظهر عائلة بيضاء والتي قد تكون تمثل الصورة المغايرة لعائلة بيكولا. تحتوي عناوين الفصول على تكرار مفاجئ للكلمات أو العبارات، والعديد من الكلمات المقتطعة، ودون فواصل بين الكلمات.
تكشف الرواية من خلال الاسترجاع الفني للأحداث، السنوات السابقة في حياة والدي بيكولا، تشولي وبولين، ومعاناتهم كأميركيين من أصل أفريقي في مجتمع بروتستانتي أنجلو ساكسوسني أبيض بصورة كبيرة. في الوقت الحاضر بالنسبة للخط الزمني للرواية تعمل بولين كخادمة لأسرة بيضاء ثرية. في أحد الأيام، بينما كانت بيكولا تغسل الأطباق، يغتصبها تشولي الثمل. كانت دوافعه مشوشة إلى حد كبير، والتي على ما يبدو كانت مزيجًا من الحب والكراهية. بعد اغتصابها للمرة الثانية، يهرب، ويتركها حامل.
كلوديا وفريدا هما الوحيدتان في المجتمع اللتان تأملان أن يبقى طفل بيكولا على قيد الحياة في الأشهر المقبلة من أحداث الرواية. ولذلك، تتخليان عن الأموال التي كانتا تدخرانها لشراء دراجة هوائية، وبدلًا من ذلك تزرعان بذور نبتة الآذريون (اسمها العلمي: المخملية) مع إيمانهما بخرافة أنه إذا أزهرت الزهور، فإن طفل بيكولا سيبقى على قيد الحياة. لم تتفتح زهور نبتة الآذريون مطلقًا، ويموت طفل بيكولا الذي وُلد قبل أوانه. نتيجةً لذلك، يظهر حوار في الرواية بين جانبين من مخيلة بيكولا التوهمية، والذي من خلاله تشير إلى مشاعرها المتضاربة حول اغتصابها من قبل والدها. تتحدث بيكولا في هذه المحادثة الداخلية وكأنها مُنحت رغبتها في الحصول على عيون زرقاء، وتعتقد أن تغير سلوك من حولها يعود إلى عينيها الجديدتين، وليس بسبب خبر اغتصابها أو سلوكها الغريب بشكل متزايد.
تصف كلوديا، باعتبارها راوية الأحداث للمرة الأخيرة في الرواية، الظاهرة الأخيرة لجنون بيكولا، وتشير إلى أن تشولي (الذي كان قد توفي في ذلك الوقت) ربما أظهر لبيكولا الحب الوحيد الذي يقدر عليه من خلال اغتصابها. تعرب كلوديا عن أسفها لاعتقادها بأن المجتمع بأكمله، بما في ذلك نفسها، استخدموا بيكولا ككبش فداء لجعل أنفسهم يشعرون أكثر جمالًا وسعادةً.